# كامليا (خوارزمية تعمية)
في عِلم التشفير ، كاميليا هي شفرة كتلة بمفتاح متماثل بحجم كتلة 128 بت وأحجام مفاتيح 128 و192 و256 بت. تَم تطويرها بِشكل مُشترك مِنْ قِبل شركة ميتسوبيشي إلكتريك وشركة NTT اليابانية . تمت الموافقة على الشفرة للاستخدام من قبل منظمة ISO/IEC ومشروع NESSIE التابع للاتحاد الأوروبي ومشروع CRYPTREC الياباني . تتمتع الشفرة بمستويات أمان وقدرات معالجة مماثلة لمعيار التشفير المتقدم . 
تم تصميم الشفرة لتكون مناسبة لكل من تطبيقات البرمجيات والأجهزة، من البطاقات الذكية منخفضة التكلفة إلى أنظمة الشبكات عالية السرعة. وهي جزء من بروتوكول التشفير أمن طبقة النقل TLS المصمم لتوفير أمان الاتصالات عبر شبكة الحاسوب مثل الإنترنت.
سميت الشيفرة على اسم زهرة الكاميليا اليابانية، المعروفة بطول عمرها، وكذلك لأن الشيفرة تم تطويرها في اليابان.

## تصميم
كامليا هي شفرة فيستلتتكون من إما 18 جولة (عند استخدام مفاتيح بطول 128بت) أو 24 جولة (عند استخدام مفاتيح 192 بت أو 256 بت). كل ست جولات، يتم تطبيق طبقة تحويل منطقي: ما يسمى بـ "دالة FL" أو عكسها. تستخدم كامليا أربعة صناديق S بحجم 8×8 بت مع تحويلات أفينية للمدخلات والمخرجات وعمليات منطقية. كما يستخدم الشيفرة تبييض المفتاح في المدخلات والمخرجات وعمليات منطقية. تستخدم طبقة الانتشار تحويلًا خطيًا يعتمد على مصفوفة ذات رقم فرع 5.[بحاجة لمصدر]

## تحليل الأمن
تعتبر كاميليا شيفرة حديثة وآمنة. حتى عند استخدام خيار المفتاح الأصغر (128 بت)، يُعتبر من غير الممكن كسرها باستخدام هجوم القوة الغاشمة على المفاتيح بالتكنولوجيا الحالية. لا توجد هجمات ناجحة معروفة يمكنها إضعاف الشفرة بشكل كبير. تمت الموافقة على استخدام هذه الشفرة من قبل منظمة ISO/IEC ومشروع NESSIE التابع للاتحاد الأوروبي ومشروع CRYPTREC الياباني . تتمتع الشفرة اليابانية بمستويات أمان وقدرات معالجة مماثلة لشفرة AES/Rijndael . 
كاميليا هي شيفرة كتلية يمكن تعريفها بالكامل من خلال أنظمة دنيا من متعددة الحدود متعددة المتغيرات :[مبهم] 
- يمكن وصف صناديق S الخاصة في كامليا (وكذلك AES ) من خلال نظام مكون من 23 معادلة تربيعية تحتوي على 80 حدًا. [4]
- يمكن وصف جدول المفاتيح بواسطة 1,120 معادلة في 768 متغيرًا باستخدام 3,328 حدًا خطيًا وتربيعيًا. [5]
- يمكن وصف الشيفرة الكتلية بالكامل بواسطة 5,104 معادلات في 2,816 متغيرًا باستخدام 14,592 حدًا خطيًا وتربيعيًا. [3]
- في المجمل، هناك حاجة إلى 6,224 معادلة في 3,584 متغيرًا باستخدام 17,920 حدًا خطيًا وتربيعيًا. [3]
- عدد المصطلحات المجانية هو 11,696 ، وهو نفس العدد تقريبًا بالنسبة لـ AES .

من الناحية النظرية، قد تجعل مثل هذه الخصائص من الممكن كسر كامليا (و AES ) باستخدام هجوم جبري، مثل الخطيّة الممتدة المتفرقة ، في المستقبل، شريطة أن يصبح الهجوم قابلًا للتنفيذ.

## حالة براءة الاختراع
على الرغم من أن كاميليا محمية ببراءة اختراع، إلا أنها متاحة بموجب تَرخيص مجاني من حقوق الملكية.  وقد سَمحَ ذلك لشِفرة كاميليا بأن تصبح جزءًا من مشروع OpenSSL ، بموجب ترخيص مفتوح المصدر ، منذ نوفمبر 2006.  كَما سمح لها بأن تصبح جزءًا من وحدة NSS (خدمات أمان الشبكات) الخاصة بـ شركة Mozilla. 

## التبني
تم إضافة دعم كامليا إلى الإصدار النهائي من Mozilla Firefox 3 في عام 2008  (تم تعطيله افتراضيًا اعتبارًا من فايرفوكس في عام 2014  في إطار "اقتراح لتغيير مجموعات تشفير TLS الافتراضية التي تقدمها المتصفحات"،  وتم إزالته من الإصدار 37 في عام 2015  ). يستمر متصفح Pale Moon ، وهو فرع من موزيلا/فايرفوكس، في تقديم كامليا وقد وسع دعمه ليشمل مجموعات Galois/Counter mode (GCM) مع التشفير،  لكنه أزال أوضاع GCM مرة أخرى مع الإصدار 27.2.0، مشيرًا إلى عدم الاهتمام الظاهر بها.
في وقت لاحق من عام 2008، أعلن فريق هندسة إصدار FreeBSD أن الشيفرة قد أُدرجت أيضًا في إصدار FreeBSD 6.4. كما أُضيف دعم شيفرة كاميليا إلى فئة تخزين تشفير القرص geli من FreeBSD بواسطة Yoshisato Yanagisawa. 
في سبتمبر 2009، أضاف برنامج GNU Privacy Guard دعمًا لكامليا في الإصدار 1.4.10. 
تضمن برنامج VeraCrypt (فرع من TrueCrypt ) كامليا كواحدة من خوارزميات التشفير المدعومة. 
علاوة على ذلك، تشمل مكتبات الأمان الشهيرة المختلفة، مثل Crypto++ و GnuTLS و mbed TLS و OpenSSL دعمًا لكامليا.
تدعم شركتا Thales وBloombaseشيفرة التشفير كامليا ضمن عروض تشفير البيانات الخاصة بهما. 
في 26 مارس 2013، تم الإعلان عن اختيار كاميليا مرة أخرى للاعتماد في قائمة الشيفرات الموصى بها الحكومة الإلكترونية الجديدة في اليابان كخوارزمية التشفير الوحيدة ذات كتلة 128 بت المطورة في اليابان. ويتزامن ذلك مع تحديث قائمة CRYPTREC لأول مرة منذ 10 سنوات. استند الاختيار إلى السمعة العالية لكامليا من حيث سهولة التوريد، وميزات الامان والأداء المماثلة لتلك الخاصة بمعيار التشفير المتقدم (AES). تظل كاميليا غير مخترقة في تنفيذها الكامل.  يوجد هجوم تفاضلي مستحيل على كاميليا المكونة من 12 جولة بدون طبقات FL/FL −1 . 

## أداء
تشارك صناديق S المستخدمة في كامليا هيكلًا مشابهًا لصندوق S في AES. ونتيجة لذلك، من الممكن تسريع تنفيذات برامج Camellia باستخدام مجموعات تعليمات وحدة المعالجة المركزية المصممة لـ AES، مثل x86 AES-NI أو x86 GFNI ، عن طريق التماثل التآلفي .  

## التوحيد القياسي
تم اعتماد كاميليا كشيفرة قياسية من قبل عدة منظمات توحيد معايير : 
- كريبتريك
- نيسي
- فريق عمل هندسة الإنترنت
  - خوارزمية
    -  : وصف خوارزمية تشفير الكاميليا

  - وضع التشفير الكتلي
    -  : وضع عداد الكاميليا وعداد الكاميليا مع خوارزميات وضع CBC-MAC

  - إس/ميم
    -  : استخدام خوارزمية تشفير كاميليا في بناء جملة الرسائل التشفيرية (CMS)

  - تشفير XML
    -  : معرفات الموارد الموحدة (URIs) الإضافية لأمان XML

  - TLS/SSL
    -  : إضافة مجموعات تشفير كاميليا إلى أمان طبقة النقل (TLS)
    -  : مجموعات تشفير كاميليا لـ TLS
    -  : إضافة مجموعات تشفير كاميليا إلى أمان طبقة النقل (TLS)

  - بروتوكول IPsec
    -  : خوارزمية تشفير الكاميليا واستخدامها مع IPsec
    -  : طرق تشغيل Camellia للاستخدام مع IPsec

  - كيربيروس
    -  : تشفير كاميليا لـ Kerberos 5

  - أوبن بي جي بي
    -  : شفرة الكاميليا في OpenPGP

  - RSA-KEM في CMS
    -  : استخدام خوارزمية نقل المفتاح RSA-KEM في بناء جملة الرسائل التشفيرية (CMS)

  - مركز شرطة سانت كلير
    -  : حاوية مفاتيح متماثلة محمولة (PSKC)

  - الشبكة الذكية
    -  : بروتوكولات الإنترنت للشبكة الذكية
- المنظمة الدولية للتوحيد القياسي/اللجنة الكهروتقنية الدولية
  - ISO/IEC 18033-3:2010 تكنولوجيا المعلومات - تقنيات الأمان - خوارزميات التشفير - الجزء 3: التشفير الكتلي
- قطاع تقييس الاتصالات الدولي
  - آليات وإجراءات الأمن لشبكات الجيل التالي (Y.2704)
- مختبرات RSA
  - التشفير المعتمد في PKCS#11
- منتدى TV-Anytime
  - التشفير المعتمد في معلومات إدارة وحماية حقوق TV-Anytime لتطبيقات البث
  - التشفير المعتمد في حماية تسليم البيانات الوصفية ثنائية الاتجاه

## روابط خارجية
- الصفحة الرئيسية باللغة الإنجليزية لكاميليا بواسطة NTT
- تشفير 256 بت – تنفيذ مرجعي لكاميليا والرمز المشتق
- استخدام خوارزمية تشفير كاميليا في بناء جملة الرسائل التشفيرية (CMS)
- وصف خوارزمية تشفير الكاميليا
- معرفات الموارد الموحدة (URIs) الإضافية لأمن XML
- إضافة مجموعات تشفير كاميليا إلى أمان طبقة النقل (TLS)
- خوارزمية تشفير الكاميليا واستخدامها مع IPsec
- وضع عداد الكاميليا وعداد الكاميليا مع خوارزميات وضع CBC-MAC
- طرق التشغيل لكاميليا للاستخدام مع IPsec
- شهادة Camellia Cipher كمعيار IETF لـ OpenPGP
- مجموعة تشفير كاميليا لـ TLS
- استخدام خوارزمية نقل المفتاح RSA-KEM في بناء جملة الرسائل التشفيرية (CMS)
- حاوية المفاتيح المتماثلة المحمولة (PSKC)
- بروتوكولات الإنترنت للشبكة الذكية
- إضافة مجموعات تشفير كاميليا إلى أمان طبقة النقل (TLS)
- ISO/IEC 18033-3:2010 تكنولوجيا المعلومات - تقنيات الأمان - خوارزميات التشفير - الجزء 3: التشفير الكتلي

قالب:Mitsubishi Electric